# Hodgdon (Maine)
Pour les articles homonymes, voir Hodgdon.
Hodgdon est une ville située dans l’État américain du Maine, dans le comté d’Aroostook (district 1). Elle se trouve à 8 km au sud de la ville-siège du comté, Houlton. 

## Histoire
Hodgdon est l'une des plus anciennes villes du sud du comté d'Aroostook et son histoire est intimement liée à celle d'Houlton dans la mesure où bon nombre de ses premiers pionniers venaient de cette localité.

### Origines
À la fin du XVIIIe siècle, l'actuelle localité de Hodgdon appartenait à l'État du Massachusetts qui, faute d'acquéreurs, octroya la moitié sud du canton à l'Académie de Westford et la moitié nord à l'Académie de Groton par résolution du 27 février 1797. Les deux étendues de terre furent arpentées en 1801. L'année suivante, les représentants de l'Académie de Westford cédèrent la moitié sud à John Hodgdon, originaire de Ware dans le New Hampshire et à Nathaniel Ingersoll, originaire de New Gloucester, comté de Cumberland. Le 27 janvier 1804, N. Ingersoll vendit sa part à John Hodgdon qui acquit la moitié nord du canton l'année suivante. Les deux actes de cession précisaient que les bénéficiaires étaient tenus d'installer dix familles dans le délai de six années à partir de leur signature. 

### Colonisation
En 1824, les tout premiers colons à s'installer durablement dans le comté furent James U. Taylor et ses quatre fils, le docteur Chesley Drew, Joseph Kendall et Jas. Doyle qui venaient d' Houlton. 
Par la suite, arrivèrent régulièrement de nouveaux résidents avec un pic en 1828. 
Peu de temps après l'installation des premiers colons, John Hodgdon construisit une scierie sur le Meduxnekeag Stream. Deux de ses propriétaires ultérieurs, Gilman Jewett et B. E. H. Durrell développèrent l'activité en 1861. Ils se lancèrent aussi dans la confection de vêtements et le cardage de la laine. 

### Création de la ville
La ville fut créée le 11 février 1832 sous le nom de son propriétaire foncier d'origine. 
John Hodgdon ne s'installa dans la localité qu' en 1843. L'année suivante, il fut nommé président du conseil municipal et trésorier de la ville. Cinq années plus tard, il repartit pour Houlton où il poursuivit son activité avant de finir sa vie à Dubuque (Iowa). 

### Hodgdon en 1880
Le Meduxnekeag Stream, qui traverse du sud au nord la partie occidentale de la localité, fournissait assez de puissance hydraulique au village pour alimenter plusieurs scieries et moulins. Hodgdon produisait des poutres de bois, longues et courtes, des chaises, des carrioles mais aussi différentes farines et dans le secteur du cuir, des bottes, des souliers et des harnais. La localité disposait notamment d'une scierie à vapeur. 
En tant qu'étape de la ligne de diligences allant d'Houlton à Danforth, elle bénéficiait des échanges commerciaux entre ces deux villes. 
Trois sociétés religieuses, baptiste, baptiste libre et méthodiste y œuvraient et alors que sa population atteignait 1 047 habitants en 1880, Hodgdon disposait de neuf écoles publiques.

### Arrivée d'Amish en 2014
La première installation d'une communauté d'Amish dans le comté d'Aroostook  date de 1996 et a eu lieu dans la ville de Smyrna. En 2014, dix familles sont arrivées à Hodgdon, précisément dans East Hodgdon, où elles ont relancé l'activité agricole de la localité.

## Géographie
|                 | Houlton (Maine) | McKenzie Corner (Nouveau-Brunswick) Canada |
| Linneus (Maine) | Hodgdon         | Debec Canada                               |
|                 | Cary (Maine)    |                                            |

Hodgdon se situe à l’extrémité est du comté d'Aroostook, près de la frontière canadienne, et se trouve bordé au sud et à l'est par la province de Nouveau-Brunswick.
La ville a une superficie totale de 39,97 milles carrés (104 km2), dont 39,82 milles carrés (103 km2) sont des terres et 0,15 milles carrés (388 498 mètres carrés) de l’eau.
Le territoire de Hodgdon est traversé par cinq cours d'eau : Stewart Brook, Tracy Brook, Stone Brook, Maduskeag Stream  et Meduxnekeag Stream. Il comporte par ailleurs un réservoir d'eau : le South Branch Meduxnekeag River Reservoir.
La surface de la localité est relativement plate mais elle comporte toutefois une élévation, Westford Hill, qui culmine à 259 mètres.

### Climat
Le climat à Hodgdon est de type tempéré froid. Les précipitations y sont importantes, même pendant le mois le plus sec de l'année. Il neige six mois par an, à raison de 11 jours en moyenne par mois en novembre, 24 jours en décembre, 26 jours en janvier, 21 jours en février, 20 jours en mars et 7 jours en avril. La température moyenne annuelle est de 4,5 °C. La moyenne des précipitations annuelles atteint 1 007 mm. Le mois le plus chaud dans l'année est juillet avec une température moyenne de 19 °C et le mois le plus froid est janvier avec une température moyenne de −11 °C.
| Mois      | Température minimale moyenne | Température maximale moyenne | Température minimale enregistrée | Température maximale enregistrée |
| --------- | ---------------------------- | ---------------------------- | -------------------------------- | -------------------------------- |
| Janvier   | - 16 °C                      | - 5 °C                       | - 35 °C (1995)                   | 12 °C (2013)                     |
| Février   | - 15 °C                      | - 3 °C                       | - 33 °C (1993)                   | 12 °C (2013)                     |
| Mars      | - 9 °C                       | 2 °C                         | - 30 °C (2001)                   | 25 °C (2012)                     |
| Avril     | - 2 °C                       | 9 °C                         | - 19 °C (2015)                   | 27 °C (1990)                     |
| Mai       | 5 °C                         | 17 °C                        | - 4 °C (2018)                    | 33 °C (1992)                     |
| Juin      | 10 °C                        | 22 °C                        | 0 °C (2018)                      | 33 °C (2003)                     |
| Juillet   | 13 °C                        | 25 °C                        | 4 °C (1992)                      | 34 °C (2018)                     |
| Août      | 12 °C                        | 24 °C                        | 3 °C (2017)                      | 33 °C (1995)                     |
| Septembre | 8 °C                         | 20 °C                        | - 4 °C (2018)                    | 33 °C (2010)                     |
| Octobre   | 2 °C                         | 13 °C                        | - 7 °C (1993)                    | 27 °C (2011)                     |
| Novembre  | - 3 °C                       | 5 °C                         | - 19 °C (1993)                   | 18 °C (1996)                     |
| Décembre  | - 10 °C                      | - 1 °C                       | - 29 °C (1993)                   | 12 °C (2012)                     |

### Environnement
Une partie importante de la Wildlife Management Area « Lt. Gordon Manuel » occupe le secteur nord-ouest de la localité. Cette zone se caractérise par la présence de forêts sèches et de divers habitats humides qui constituent un territoire propice à la chasse et à la pêche. Y foisonnent les cerfs, les élans et toute une variété d'oiseaux aquatiques. La navigation en bateau ou en canoë y est autorisée dans certains secteurs et des rampes de mise à l'eau d'embarcations y ont été aménagées  pour le public .

## Démographie
La ville compte 1 309 habitants selon le dernier recensement de 2010, ce qui représente une croissance de  5,6 % par rapport au recensement décennal de 2000. Elle est composée à cette date de 661 hommes et de 648 femmes. La population est répartie en 515 foyers et 372 familles. L'âge moyen des habitants est de 44 ans, soit une année de plus que l'âge moyen des résidents de l'État du Maine.
Toujours en 2010, le revenu moyen des ménages est estimé à 41 298 dollars (contre 30 188 dollars en 2000), le revenu moyen dans l'État se situant à 53 079 dollars.
La population serait d'ascendance irlandaise pour 18,7 %, anglaise pour 13,5 %, américaine pour 13,5 %, française pour 11,7 %, écossaise pour 4,8 % et allemande pour 4,5 %.

## Économie
Le taux de chômage à Hodgdon est évalué à 4,9 % (3,7 % dans le Maine) selon les données recueillies en mars 2019.
Les activités liées à l'exploitation des ressources naturelles restent importantes et fournissent 13,3 % des emplois de la localité occupés par des hommes.
La pomme de terre reste la principale culture de la localité mais depuis 2014, la vigne est aussi cultivée dans une ferme implantée en 1924 sur le lieu-dit de la source cachée. La ferme qui est exploitée depuis cinq générations, s'est reconvertie dans un premier temps dans la culture des myrtilles pour évoluer vers la production de vins élaborés à partir de différents fruits dont le raisin. 
Hodgdon fait partie de la Route des vins du Maine qui va de Farmington à Brooksville. 

## Politique et administration

### Tendance politique
Le comté, qui votait traditionnellement pour le parti démocrate, a vu cette tendance s'inverser lors de l'élection présidentielle de 2016 avec la répartition suivante :
- Hillary Clinton 38,2 %
- Donald Trump 55,4 %
- Autres 6,5 %[11].

Cette tendance s'est confirmée en 2020.
Hodgdon a pour sa part largement voté en faveur de Donald Trump : 613 voix (contre 185 en faveur de Joe Biden).

### Administration

Drapeau de la patrouille des frontières

Hodgdon accueille le quartier général du secteur d'Houston de la Patrouille frontalière des Etats-Unis depuis sa création le 28 mai 1924. Ce secteur couvre en fait l'intégralité de l'Etat du Maine et de sa frontière avec le Canada, en s'appuyant sur un certain nombre d'antennes situées à Calais, Fort Fairfield, Houlton, Van Buren dans le comté d'Aroostook, à Jackman dans le comté de Somerset et à Rangeley dans le comté de Franklin. 

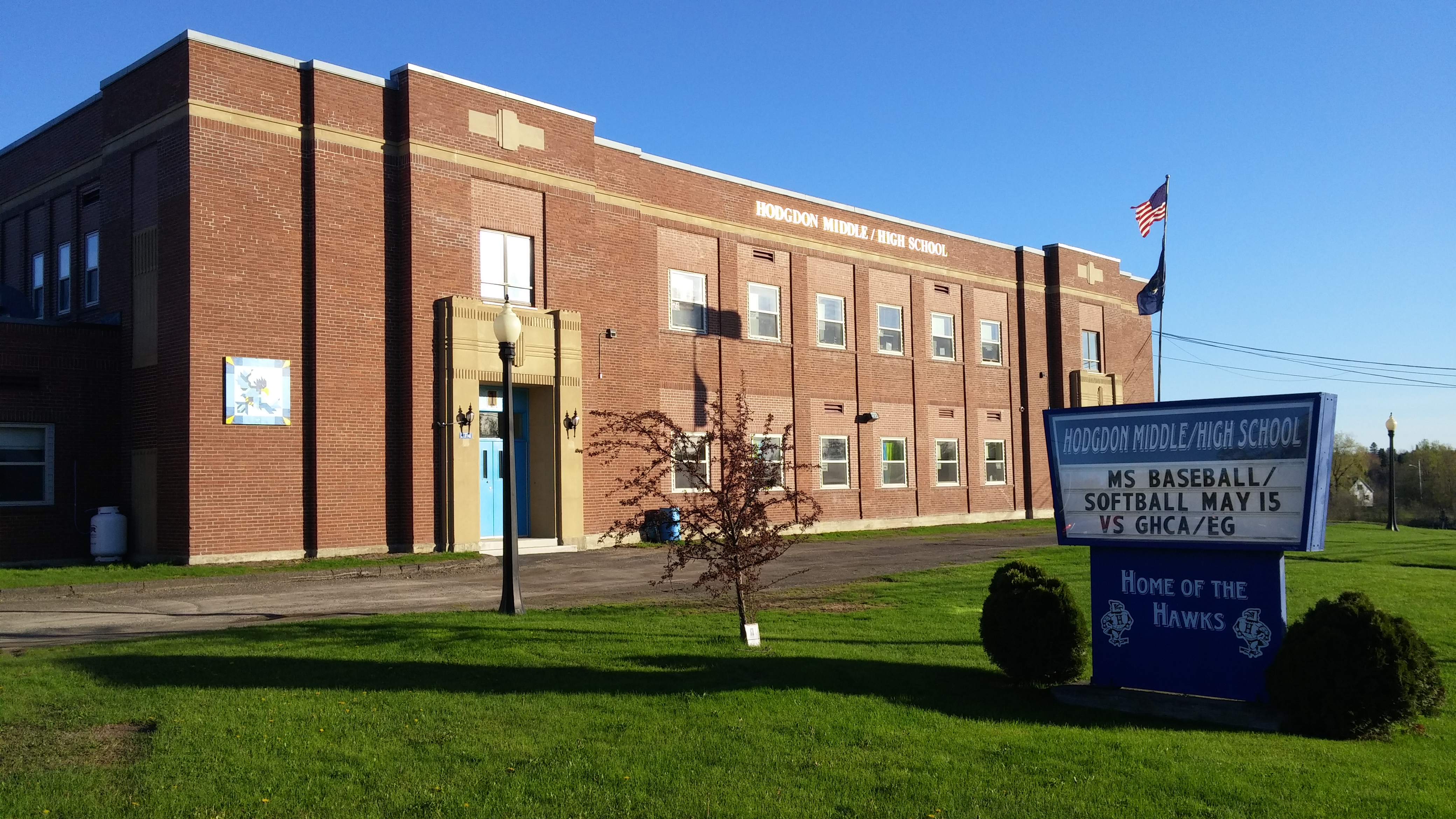
Le collège d'Hodgdon (mai 2017)

## Éducation
La localité bénéficie de deux établissements scolaires : une école primaire, Mill Pond School et un établissement d'enseignement secondaire, Hodgdon Middle/High School. 
Ce dernier fut construit en 1938 et rénové en 2016. Il est aussi connu sous le nom de « Hodgdon Hawks » dans le milieu sportif. Les Faucons d'Hodgdon ont gagné à cinq reprises les championnats d’État de basket-ball en 1979, 1980, 1995, 1996 et 2014. 
Cet établissement offre aux enfants scolarisés la possibilité de participer à une grande variété de sports universitaires, juniors et inter-ligues, notamment le golf, le football, le basket-ball, le hockey sur glace, le volley-ball, la course de cross-country, le baseball et la balle molle. Selon leur intérêt pour ces activités, il organise aussi des clubs de mur d'escalade et de participation à l'Envirothon.  

## Culture
La localité comporte deux églises : la Maranatha Church et l'Union Church ainsi que deux cimetières. 

### Personnalités liées à la localité
Hodgdon a vu naître
- un sénateur, Ira G. Hersey (1858-1943), qui fut président de cette assemblée du Maine en 1915 et 1916 et juge d'homologation du comté d'Aroostook de 1934 à 1942, inhumé l'année suivante dans l'Evergreen Cemetery de Houlton ;

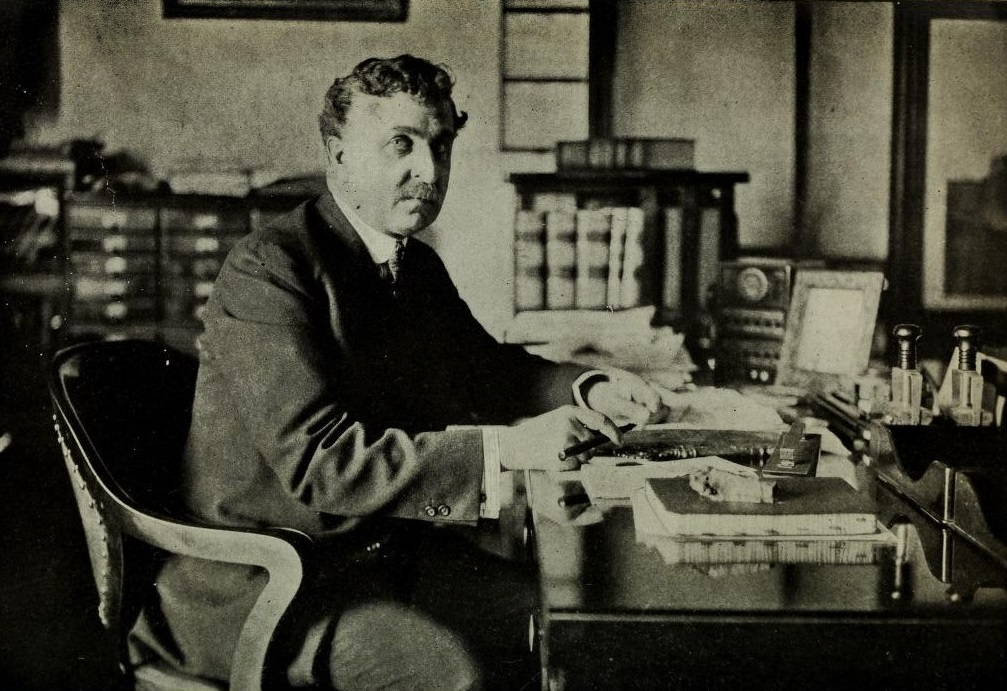
un grand géologue, George Otis Smith (en) (1871-1944), qui fut directeur de l'Institut d'études géologiques des États-Unis (agence gouvernementale) de 1904 à 1922 puis de 1923 à 1930 ;
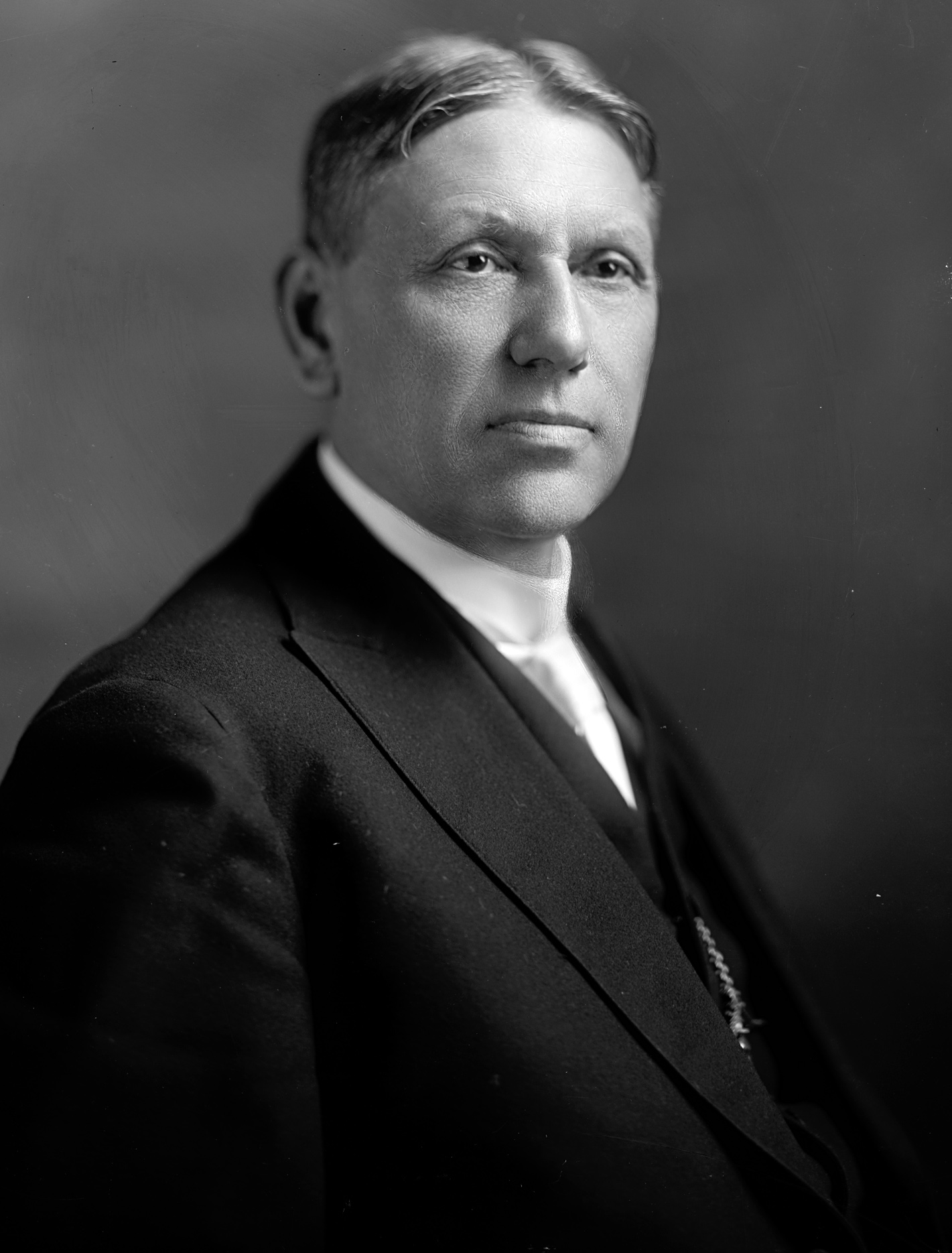
Ira G. Hersey (portrait 1905)

- un homme politique du parti républicain, Roger L. Sherman, fermier et professeur d'école à Hodgdon, qui a été élu sénateur du Maine en 2006 et qui est membre titulaire de la Chambre des représentants du Maine depuis 2014[15].  - Otis George Smith (portrait 1920)
  - Ira G. Hersey (portrait 1905)

## Source
- (anglais) Cet article est partiellement ou en totalité issu de l’article de Wikipédia en anglais intitulé « Hodgdon, Maine » (voir la liste des auteurs).